# Laxton Hall
Laxton Hall ist ein Herrenhaus auf dem Gelände der Burgruine Laxton Castle nördlich des Dorfes Laxton in der englischen Grafschaft Nottinghamshire.

## Geschichte
1408 kaufte die Familie Roos das Anwesen von Laxton Castle. Im 16. Jahrhundert war die Burg bereits eine Ruine. Damals ließ die Familie ein Herrenhaus mit drei Giebeln aus Ziegeln errichten und nannte es „Laxton Hall“.
Im 17. und 18. Jahrhundert wechselte das Anwesen oft den Besitzer. 1788 kam es in die Hände von Charles Pierrepoint, 1. Earl Manvers, dessen Familie es bis 1952 behielt. Dann wurde es an das Landwirtschaftsministerium verkauft.
1981 kauften es die Verwalter von Crown Estate.